# Belagerung von Namur (1695)
Philippsburg – Koblenz – Walcourt – Bantry Bay – Mainz – Bonn – Fleurus – Beachy Head – Boyne – Staffarda – Québec – Mons – Cuneo – Leuze – Aughrim – Barfleur/La Hougue – Namur 1 – Steenkerke – Lagos – Neerwinden – Marsaglia – Charleroi – Torroella – Camaret – Texel – Sant Esteve d'en Bas – Gerona – Dixmuyen – Namur 2 – Brüssel –  Ath – Cartagena – Barcelona
Die Belagerung von Namur fand im Sommer 1695 im Rahmen des Neunjährigen Krieges zwischen französischen Truppen und einer Armee der Alliierten statt. 1692 hatten die Franzosen Namur erobert (Belagerung von Namur (1692)).
Die Verteidiger wurden von Louis-François de Boufflers geführt. Die Belagerungsarmee stand unter dem Kommando von Wilhelm III. und Maximilian II. Emanuel von Bayern. Die Belagerung selbst wurde von Menno van Coehoorn geleitet. Die Festung musste schließlich kapitulieren. Die Verluste auf beiden Seiten war hoch und die Belagerung war die verlustreichste des Krieges.

## Vorgeschichte
Im Jahr 1692 hatten die Franzosen Namur nach einer Belagerung eingenommen. Für die Alliierten war die Zurückeroberung Namurs ein wichtiges Ziel, um die Vorherrschaft in den spanischen Niederlanden zurückzugewinnen. Im Jahr 1694 war es ihnen gelungen, das nahe Huy zu nehmen. Eine Rückeroberung von Namur wurde damit erleichtert.
Der erfolgreiche Marschall François-Henri de Montmorency-Luxembourg war im Winter 1694/95 gestorben, in Frankreich machte sich Kriegsmüdigkeit breit und in den Niederlanden ging die französische Armee zu einer defensiven Kriegsführung über. Vor diesem Hintergrund entschlossen sich die Alliierten, Namur anzugreifen. Anfangs war Namur allerdings nur ein Nebenziel. Die beiden alliierten Hauptarmeen unter Wilhelm III. und Max Emanuel von Bayern wollten die neuen französischen Verteidigungslinien in Flandern angreifen. Die Franzosen zogen dort aber alle verfügbaren Truppen zusammen, so dass Wilhelm III. auf einen Angriff verzichtete. Weil die Franzosen durch ihre Truppenkonzentration die Maasgegend wenig gesichert zurückgelassen hatten, war die Gelegenheit für einen Angriff auf Namur günstig.
Namur war stark befestigt. Zudem flossen im Süden und Osten die Sambre und die Maas und im Norden der kleine Fluss Vedrin. Zusätzlich geschützt wurde die Stadt durch eine Zitadelle. Diese lag auf dem rechten Ufer der Sambre auf einem hohen Felsen. Hinzu kam das neue Fort Wilhelm, das von Coeshorn gebaut worden war. Nach der Einnahme durch die Franzosen hatte Sébastien Le Prestre de Vauban die Befestigungsanlagen noch einmal verstärkt.

## Verlauf

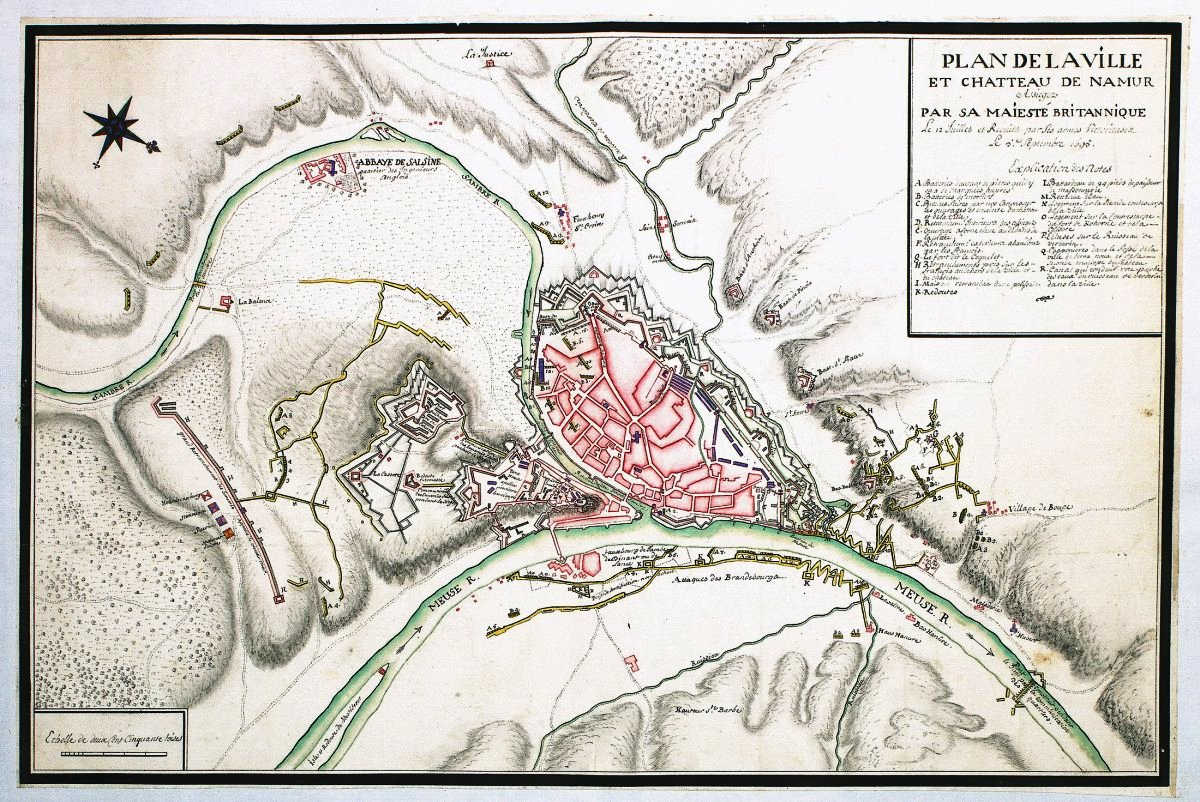
Plan der Belagerung mit dem Festungsgrundriss von Namur und den Stellungen und Bewegungen der Truppen

Die in Brabant stationierten alliierten Truppen erhielten den Befehl, in Richtung Namur aufzubrechen. Am 2. Juli traf Max Emanuel von Bayern bei Namur ein. Kurze Zeit später schloss sich Wilhelm III. mit einem Teil seiner Truppen an. Seine Hauptkräfte sollten die Franzosen in Flandern binden. Vor Beginn der Belagerung war es Boufllers gelungen, eine starke Besatzung von 13.000 bis 15.000 Mann in die Stadt zu legen.
Die Belagerungsarmee bestand aus 47 Bataillonen Infanterie und 200 Schwadronen Kavallerie. Insgesamt zählten die Belagerer etwa 80.000 Mann. Die Belagerungsarmee umgab die Stadt in drei Abschnitten. Im Norden befand sich zwischen Maas und Sambre der größte dieser Abschnitte. Dort standen holländische, englische und deutsche Truppen unter Wilhelm III. In der Schleife der Maas im Südosten standen etwa 13.000 Brandenburger unter General Friedrich von Heiden. Im Südwesten kommandierte Max Emanuel zwischen Maas und dem rechten Ufer der Sambre etwa 17.000 Spanier und Bayern.
Die technische Leitung der Belagerung übernahm Coeshorn, der die Befestigungen nicht nur früher ausgebaut hatte, sondern 1692 die Stadt und Festung auch verteidigt hatte. Seit dem 5. Juli wurden die Circumvallations-Linien errichtet. Am 11. Juli trafen die schweren Belagerungsgeschütze ein. Die Belagerer eröffneten am 12. Juli Laufgräben und kurz darauf begann die Beschießung der Stadt. In der Stadt wurden dabei die meisten Häuser zerstört. Die Belagerten versuchten mit einer Reihe von Ausfällen die gegnerischen Bemühungen aufzuhalten. Letztlich gelang ihnen das nicht, und die Franzosen zogen sich am 3. August in die Zitadelle zurück. Dasselbe hatten die Alliierten 1692 getan.
Im Unterschied zu damals gab es kein Abkommen beider Parteien, das einen Angriff aus der Stadt heraus untersagte. Coeshorn ließ auch aus der Stadt heraus die unteren Befestigungswerke der Zitadelle am anderen Ufere der Sambre beschießen. Als die Wälle zu brechen drohten, ließ Boufflers Verteidigungsgräben errichten. Ein erster Sturmangriff der Alliierten stieß auf heftigen Widerstand und die Truppen mussten sich unter schweren Verlusten zurückziehen. Die Alliierten griffen ein zweites Mal mit einer größeren Truppenzahl an und es gelang ihnen, sich der unteren Befestigungsanlagen zu versichern. Ein weiterer Angriff galt dem vorgeschobenen Fort William. Die Erstürmung war für die Alliierten erfolgreich. Aber auch dieser Angriff kostete viele Opfer auf beiden Seiten. Die bisherigen Erfolge ermöglichten es, die Geschütze näher an das Zentrum der Festung heranzubringen. Ein Hornwerk wurde durch den Beschuss stark beschädigt. Daraufhin erfolgte ein erfolgreicher Sturmangriff durch englische Grenadiere.
Der französische Oberkommandierende auf dem niederländischen Kriegsschauplatz Marschall François de Neufville, duc de Villeroy, befahl im August die Bombardierung von Brüssel, um die Alliierten zum Abbruch der Belagerung von Namur zu veranlassen. Dieser Versuch misslang.
Die Verteidiger waren schließlich auf den mittelalterlichen Teil der Anlage zurückgedrängt worden. Bouffler kapitulierte am 4. September. Zum Dank für den langen Widerstand wurde er zum Marschall ernannt. Die Verluste der Franzosen lagen bei 8.000 Mann. Die Alliierten verloren 12.000 Mann.

## Folgen
Die lange Dauer der Belagerung hatte zur Folge, dass die alliierten Truppen kaum weitere Aktionen unternehmen konnten. Eine denkbare Invasion nach Frankreich blieb daher aus. Im folgenden Jahr waren sowohl die Niederländer wie auch die Franzosen aus finanziellen Gründen zu bedeutenden Operationen nicht in der Lage, so dass die Bindung der alliierten Truppen vor Namur ungewollt dazu beitrug, dass die Franzosen sich letztlich behaupten konnten.